# Khronika pikirujusjjego bombardirovsjjika
Khronika pikirujusjjego bombardirovsjjika (russisk: Хроника пикирующего бомбардировщика) er en sovjetisk spillefilm fra 1967 af Naum Birman.

## Medvirkende
- Lev Vainshtein som Veniamin Gurevitj
- Aleksandr Grave som Ivan Alekseevitj
- Oleg Dahl som Jevgenij Sobolevskij
- Igor Jefimov
- Viktor Ilitjov som Osadtjij